# Margen estático
Si una aeronave en vuelo sufre una perturbación en cabeceo que causa un aumento (o disminución) del ángulo de ataque,  es deseable que las fuerzas aerodinámicas sobre la aeronave causen una disminución (o aumento) en ángulo de ataque de modo que la perturbación no cause un aumento continuo (o disminución) en ángulo de ataque. En esto consiste el análisis de la estabilidad estática longitudinal.
El margen estático es un concepto empleado para caracterizar la estabilidad estática longitudinal y la controlabilidad de aeronaves y misiles.
En análisis de aeronaves, el margen estático está definido como la distancia entre el centro de gravedad y el punto neutro de la aeronave, expresado como porcentaje de la cuerda aerodinámica del ala. Cuanto más grande es esta distancia y más estrecha es el ala, más estable es la aeronave.  Convencionalmente, el punto neutro se encuentra detrás del centro de gravedad (CG), aunque en casos raros (aeronave de combate controlada por ordenador)  pueda estar adelante del mismo, esto es, resultando ligeramente inestable, obteniendo así rapidez de respuesta en combate. Si la aeronave es demasiado estable longitudinalmente, esto la hace demasiado "rígida" en cabeceo, resultando tal característica indeseable a la hora de obtener el levantamiento de morro necesario en la maniobra de aterrizaje.
La posición del punto neutro se encuentra tomando el momento neto de todas las superficies horizontales, medidos desde el morro de la aeronave, de la misma manera que cuando se determina el CG, esto es, la suma de todos tales momentos dividida por su área total.  El estabilizador y el timón de profundidad son dominantes en este resultado, pero es necesario tener en cuenta además todas las superficies tales como el fuselaje, el tren de aterrizaje, propulsores, etc.  Es también necesario considerar el centro de presión del ala, que puede desplazarse apreciablemente hacia adelante o atrás a medida que cambia el ángulo de ataque en alas con intradós plano (Clark Y).
El punto neutro en una aeronave convencional se encuentra a escasa distancia por detrás del CG ("Las plumas de la flecha tienen que estar en la parte de atrás"), excepto en algunas aeronaves no convencionales, como las provistas de canard y aquellas con doble ala como el Quickie.  La regla general arriba descrita prevalece, esto es, el punto neutro debe estar tras el CG, dondequiera que este pueda estar 
La posición del centro de gravedad depende de la posición de la carga (p.e. pasajeros, combustible, armas, etc.), de si tales cargas pueden variar (p.e. presencia o ausencia de equipaje, munición, etc.) y de cómo el combustible se consume a lo largo del vuelo. La información adicional con respecto a la posición habitual del punto neutro por detrás del centro de gravedad se incluye dentro de la estabilidad estática longitudinal (para una aeronave esto puede ser descrito como margen estático positivo).  La respuesta de una aeronave o misil a una perturbación de cabeceo está determinado por ese margen estático.
En análisis de misiles, el margen estático se define como la distancia entre el centro de gravedad y el centro de presión.  Los misiles son vehículos simétricos y, en caso de que tengas superficies aerodinámicas, también son simétricas.
En el caso de misiles, un margen estático positivo implica que el vehículo completo hace un momento recuperador (retorna el sistema a su posición de equilibrio) para cualquier ángulo de ataque desde la posición de compensación.  Si el centro de presión está detrás del centro de gravedad entonces el momento será recuperador.  Para misiles con superficies aerodinámicas simétricas, el punto neutro y el centro de presión coinciden y el término "punto neutro" no es utilizado.

## Relación con el control y la estabilidad de aeronaves y misiles
- Si el CG de una aeronave está por delante del punto neutro, o el CG de un misil está por delante del centro de presión, el vehículo responderá a una perturbación produciendo un momento aerodinámico que hace retornar el ángulo de ataque del vehículo al valor que tenía con anterioridad a la perturbación.
- Si el CG de una aeronave está detrás del punto neutro, o el CG de un misil está detrás del centro de presión, el vehículo responderá a una perturbación produciendo un momento aerodinámico que continúa alejando el ángulo de ataque del vehículo del valor que tenía en la posición inicial.

La primera condición encima indicada se refiere a estabilidad estática positiva y la segunda a negativa.
Dependiendo del margen estático, un humano no podría ser capaz de utilizar los mandos para controlar el cabeceo del vehículo.  Típicamente, se requieren pilotos automáticos computarizados para controlar el vehículo cuando tiene estabilidad estática negativa - normalmente descrito como margen estático negativo.
El propósito de la estabilidad reducida (margen estático bajo) es para hacer una aeronave más sensible a las modificaciones de mando de los pilotos. Una aeronave con un margen estático grande será muy estable y de lenta respuesta ante modificaciones de los mandos. La magnitud del margen estático es un factor importante en determinar la capacidad de maniobra de una aeronave. Para un cohete no guiado, el vehículo tiene que tener un margen estático positivo grande para que el cohete tenga tendencia mínima a divergir respecto a la dirección del vuelo prevista en su lanzamiento. En contraste, los misiles guiados normalmente tienen un margen estático negativo para aumentar la maniobrabilidad.